# Poptella brevispina
Poptella brevispina és una espècie de peix de la família dels caràcids i de l'ordre dels caraciformes.

## Morfologia
- Els mascles poden assolir 7,6 cm de llargària total.[5]

## Reproducció
Té lloc durant la temporada de pluges.

## Hàbitat
Viu en zones de clima tropical.

## Distribució geogràfica
Es troba a Sud-amèrica, a les conques dels rius Trombetas, Branco i Tocantins, i conques costaneres de la Guaiana, Surinam i Pará (Brasil).